# Major Lazer Essentials
Essentials (niekiedy tytułowany Major Lazer Essentials) – album kompilacyjny amerykańskiej grupy muzycznej Major Lazer, wydany 19 października 2018 roku przez Mad Decent.

## Lista utworów
1. "Blow That Smoke" (feat. Tove Lo) - 3:43
2. "Lean On" (feat. DJ Snake & MØ) - 2:56
3. "Cold Water" (feat. Justin Bieber & MØ) - 3:05
4. "Light It Up" (remix) (feat. Nyla & Fuse ODG) - 2:46
5. "Know No Better" (feat. Travis Scott, Camila Cabello & Quavo) - 3:45
6. "Sua Cara" (feat. Anitta & Pabllo Vittar) - 2:47
7. "Watch Out for This (Bumaye)" (feat. Busy Signal, The Flexican & FS Green) - 4:29
8. "Powerful" (feat. Ellie Goulding & Tarrus Riley) - 3:26
9. "Pon De Floor" (feat. Vybz Kartel & Afro Jack) - 3:33
10. "Hold the Line" (feat. Mr. Lexx & Santigold) - 3:38
11. "Keep It Goin' Louder" (feat. Nina Sky & Ricky Blaze) - 3:46
12. "All My Love" (remix) (feat. Ariana Grande & Machel Montano) - 3:49
13. "Original Don" (Flosstradamus remix) (feat. The Partysquad) - 3:54
14. "Get Free" (feat. Amber) - 4:49
15. "Run Up" (feat. PartyNextDoor & Nicki Minaj) - 3:23
16. "Jah No Partial" (feat. Flux Pavilion) - 4:12
17. "Be Together" (feat. Wild Belle) - 3:53
18. "Bubble Butt" (feat. Bruno Mars, Tyga, Mystic & Valentino Khan) - 3:27
19. "Jet Blue Jet" (feat. Leftside, GTA, Zia Benjamin, Razz & Biggy) - 3:19
20. "Come on to Me" (feat. Sean Paul) - 3:32
21. "Boom" (feat. MOTi, Ty Dolla Sign, Wizkid & Kranium) - 3:06
22. "Orkant/Balance Pon It" (feat. Babes Wodumo & Taranchyla) - 4:40
23. "Loyal" (feat. Kizz Daniel & Kranium) - 3:05
24. "All My Life" (feat. Burna Boy) - 2:54
25. "Tied Up" (feat. Mr Eazi, Raye & Jake Gosling) - 3:07